# Tas kebap

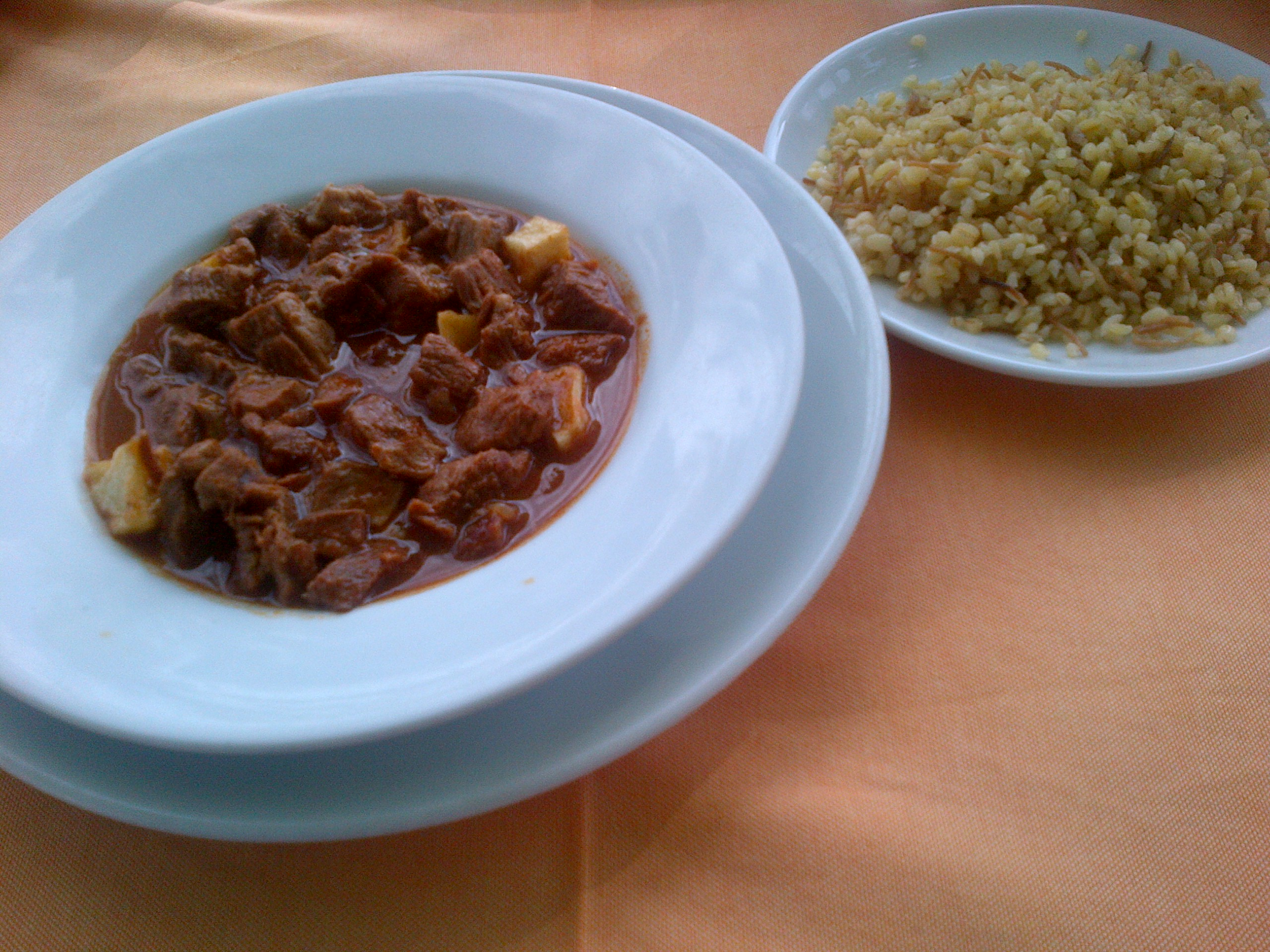
Tas kebap i bulgur pilavı.

Tas kebap (també Tas kebabı) és un plat de carn de la cuina turca. No és un kebap.
Es pot fer amb qualsevol carn vermella, de vedella o d'ovella, cuinant la carn en el seu propi suc, amb salsa de tomàquet, després de daurar-la amb cebes en oli de cuinar. Generalment se serveix amb puré però també es pot servir amb patates fregides o arròs turc (pilav).